# Patrick Ottmann
Patrick Ottmann (Bischwiller, 21 aprile 1956) è un ex calciatore francese, di ruolo portiere.

## Carriera

### Calciatore
Esordì nell'Haguenau, disputando da titolare la stagione 1977-78 in seconda divisione. Venne successivamente ingaggiato dallo Strasburgo come riserva di Dominique Dropsy, inizialmente con un contratto dilettantistico e, dal 1979, professionistico. Fino alla cessione di Dropsy nel 1984 Ottmann disputò otto gare in massima serie, esordendo il 13 marzo 1982, in un incontro casalingo con il Bastia. Successivamente promosso come titolare dall'allenatore Sundermann, in seguito a una serie di cattive prestazioni da parte della squadra e all'avvento di Jean-Noël Huck sulla panchina dello Strasburgo, Ottmann venne nuovamente retrocesso al ruolo di secondo portiere, che mantenne fino al ritiro avvenuto al termine della stagione 1986-87.

### Dopo il ritiro
Al termine della carriera di calciatore allenò alcune squadre amatoriali in Alsazia.

## Statistiche
| Stagione          | Squadra           | Campionato        | Campionato | Campionato | Coppe nazionali | Coppe nazionali | Coppe nazionali | Totale | Totale |
| Stagione          | Squadra           | Comp              | Pres       | Reti       | Comp            | Pres            | Reti            | Pres   | Reti   |
| ----------------- | ----------------- | ----------------- | ---------- | ---------- | --------------- | --------------- | --------------- | ------ | ------ |
| 1976-1977         | Haguenau          | D3                | ?          | -?         | CF              | ?               | ?               | ?      | -?     |
| 1977-1978         | Haguenau          | D2                | 21         | -?         | CF              | ?               | -?              | ?      | -?     |
| Totale Haguenau   | Totale Haguenau   | Totale Haguenau   | 21         | -?         |                 | ?               | -?              | 21+    | -?     |
| 1978-1979         | Strasburgo        | D1                | 0          | 0          | CF              | 0               | 0               | 0      | 0      |
| 1979-1980         | Strasburgo        | D1                | 0          | 0          | CF              | 0               | 0               | 0      | 0      |
| 1980-1981         | Strasburgo        | D1                | 0          | 0          | CF              | 0               | 0               | 0      | 0      |
| 1981-1982         | Strasburgo        | D1                | 7          | -2         | CF              | 0               | 0               | 7      | -2     |
| 1982-1983         | Strasburgo        | D1                | 0          | 0          | CF              | 0               | 0               | 0      | 0      |
| 1983-1984         | Strasburgo        | D1                | 1          | 0          | CF              | 0               | 0               | 0      | 0      |
| 1984-1985         | Strasburgo        | D1                | 24         | -36        | CF              | 1               | -2              | 25     | -38    |
| 1985-1986         | Strasburgo        | D1                | 1          | 0          | CF              | 0               | 0               | 0      | 0      |
| 1986-1987         | Strasburgo        | D2                | 0          | 0          | CF              | 0               | 0               | 0      | 0      |
| Totale Strasburgo | Totale Strasburgo | Totale Strasburgo | 33         | -38        |                 | 1               | -2              | 34     | -40    |
| Totale carriera   | Totale carriera   | Totale carriera   | 54+        | -38+       |                 | 1+              | -2+             | 55+    | 40+    |

## Palmarès
- Campionato francese: 1

Strasburgo: 1978-1979